# Ира (приток Вороны)
Ира — река в России, протекает по Башмаковскому району Пензенской области, Гавриловскому и Кирсановскому районам Тамбовской области. Устье реки находится в 335 км от устья реки Вороны по правому берегу. Длина реки составляет 66 км. У села Ира ширина реки — 12 метров, глубина — 1,2 метра. Площадь водосборного бассейна — 960 км².
- В 32 километрах от устья справа впадает Средняя Ира (Ольшанка).
- В 27 километрах от устья справа впадает Ирка.

В Башмаковском районе Пензенской области у истока реки стоит деревня Алексеевка. Ниже, в Гавриловском районе Тамбовской области река протекает через населённые пункты: Коломытовка 1-я, Коломытовка 2-я, Станция Рожковка, Софьино, Крутенький, Желанный, Козьмодемьяновка, Ивановка, Гавриловка 2-я — районный центр Гавриловского района, Гавриловка 1-я, Сурки, Рыбный, Мельничный, Ира.

## Данные водного реестра
По данным государственного водного реестра России относится к Донскому бассейновому округу, водохозяйственный участок реки — Ворона, речной подбассейн реки — Хопёр. Речной бассейн реки — Дон (российская часть бассейна).
В реестре зафиксировано, что не Средняя Ира (Ольшанка) впадает в Иру, а наоборот, Ира впадает в Ольшанку (Среднюю Иру) слева в 32 км от устья, а уже Ольшанка (Средняя Ира) в Ворону.
Код объекта в государственном водном реестре — 05010200212107000006502.